# Republikanischer Club – Neues Österreich
Der Republikanische Club – Neues Österreich ist ein Verein in Wien, der Antisemitismus, Rassismus und Rechtsextremismus bekämpft und sich als Teil jener Zivilgesellschaft sieht, die sich in Österreich für Menschenrechte und Aufklärung einsetzt.

## Gründung
Der Republikanische Club – Neues Österreich wurde 1986 in Wien im Laufe der Waldheim-Affäre gegründet. Das ursprüngliche Ziel der Gründer war es, die Beteiligung von Österreichern an den Verbrechen des Nationalsozialismus aufzuarbeiten, denn „die Affäre-Waldheim war nur Anlass, nicht Ursache unserer Auseinandersetzung. Waldheim war bloß ein Symbol, war nicht das eigentliche Problem, sondern dessen unappetitliches Symptom“, wie Gründungsmitglied Doron Rabinovici schrieb. Weiters gelte es nach wie vor, für die Thematisierung des „eigentlichen Problems“ Öffentlichkeit zu schaffen. Die Beschreibung der Tätigkeit des Republikanischen Clubs – Neues Österreich findet auch im vollständigen Vereinsnamen wieder: „Verein zur Aufhellung der jüngsten österreichischen Geschichte und zur Förderung ihrer Behandlung in der Gegenwart“.

## Das Waldheim-Holzpferd
1986 sagte der damalige österreichische Bundeskanzler von der SPÖ, Fred Sinowatz, bei der Pressekonferenz zur Wahl von Kurt Waldheim: „Nehmen wir also zur Kenntnis, dass nicht Waldheim bei der SA war, sondern nur sein Pferd.“ Diese Aussage gab dem einstigen Unterhaltungschef des ORF und Erfinder des Club 2, sowie dem geistigen Vater und Mitbegründer des „Republikanischen Clubs - Neues Österreich“ Kuno Knöbl die Idee zu einem trojanischen Pferd mit dem Namen Waldheim, zum Holzpferd, aus dessen Bauch „die Gespenster der Vergangenheit kriechen“ sollten. Alfred Hrdlicka entwarf bei einer Gesprächsrunde eine Skizze, welche in Folge als Logo des Republikanischen Clubs - Neues Österreich dienen sollte. Das „Waldheim - Holzpferd“ selbst wurde innerhalb von zwei Wochen in einer Theaterwerkstätte für die Gruppe „Neues Österreich“ gebaut.
Kuno Knöbl schrieb zur ersten Reise des recht großen Holzpferdes am 12. März 1988: „Für 14 Uhr hatte die Gruppe „Neues Österreich“ eine Demonstration am Stephansplatz angemeldet. Über die Seilerstätte, die Singerstraße erreichten wir den Platz, das Pferd war verhüllt mit Leintüchern. Um 14.30 Uhr stand es enthüllt, groß, neu, frisch auf der Ladefläche des LKW, ca. 6 m hoch über den Passanten – auf dem Kopf eine SA Kappe, die Manfred Deix gemalt hatte, um dem Zitat Fred Sinowatz zu folgen. Mikrophone, Ordner, Freunde, Menschen … Rosa Jochmann war eine der ersten Redner … vor 5.000 Menschen, eine Stunde später waren es 10.000 und als Ö3 über das wundersame Geschehen berichtete, war der Graben, die Kärntner Straße voll mit Zusehern und Zuhörern. Wenig später: das Holzpferd stand bei der Staatsoper, vis-a-vis der VP-Zentrale. Texte von Peter Handke, Elfriede Jelinek wurden verlesen, Doron Rabinovici, Peter Kreisky, Silvio Lehmann sprachen. “.
In Folge sollte das Pferd Kurt Waldheim bei einer seiner wenigen Auslandsreisen als Bundespräsident nach Rom oder innerhalb Österreichs zu den Salzburger Festspielen begleiten. Inzwischen ist das Holzpferd ein historisches Zeugnis und fand auch schon seinen Weg ins Museum, wie 2005 bei der Ausstellung „Jetzt ist der bös, der Tennenbaum“ im Jüdischen Museum Wien. Das „Waldheim-Holzpferd“ befand sich ab 2018 im damals neu eröffneten Haus der Geschichte Österreich und ist seit Dezember 2023 im völlig neu gestalteten Wien Museum zu sehen.
Kuno Knöbl und Barbara Coudenhove-Kalergi brachten den Namen „Neues Österreich“ in die Vereinsbezeichnung ein. Im Sammelband „Von der Kunst der Nestbeschmutzung“ (Hg. Brigitte Lehmann, Doron Rabinovici, Sibylle Summer, 2009, Löcker Verlag) wurden sowohl „Die Geschichte des Waldheim - Holzpferdes“ von Kuno Knöbl, als auch Auszüge aus einem Gespräch von Sibylle Summer mit Kuno Knöbl „Über einen Namen“ veröffentlicht.
Von Anfang an versuchten die Aktivisten des Republikanischen Clubs - Neues Österreich den Diskurs in den öffentlichen Raum zu tragen. Es gab Mahnwachen, wie jene am Stephansplatz, weitere Demonstrationen, Diskussionen auf der Straße etc. Das Gedenkjahr 1988 – 50 Jahre Anschluss – bot weiteren Anlass für Diskussionen und zeigte auch, dass ein wachsendes Bedürfnis für eine solche vorhanden war.

## Vom Lichtermeer zum 19. Februar 2000
1986 war auch Jörg Haider Obmann der FPÖ geworden. Trotz seiner Aussage 1988 zu Österreich als „ideologische Missgeburt“ und seiner Verharmlosung der nationalsozialistischen Verbrechen mit Aussagen wie 1991 zur Beschäftigungspolitik hatte Jörg Haider bei Wahlen, wie andere Rechtspopulisten in Europa auch, Erfolg. Das 1992 von der FPÖ initiierte Ausländer-Volksbegehren hatte ein breites Bündnis an Gegnern zur Folge. Dieses Bündnis organisierte am 23. Jänner 1993 am Heldenplatz das Lichtermeer. Neben SOS Mitmensch war der Republikanische Club - Neues Österreich einer der Hauptträger dieser größten Demonstration der Zweiten Republik mit 300.000 Teilnehmern.
Sieben Jahre nach dem Lichtermeer, am 4. Februar 2000, kam es zur Regierungskoalition zwischen ÖVP und FPÖ. Es folgten massive Proteste. Berühmt wurden die Donnerstagsdemonstrationen, die bis 2006 ihre Fortsetzung finden sollten. Die Vorbereitungen zur Großdemonstration am 19. Februar 2000 durch die Demokratischen Offensive fanden in den Lokalitäten des Clubs statt. Der Republikanische Club - Neues Österreich war Teil der Demokratischen Offensive. Wieder kamen knapp 300.000 Menschen auf den Heldenplatz, nur zwei Wochen nach der Regierungsbildung von schwarz-blau.

## Aktuell
Seit 1989 werden in fix gemieteten Räumlichkeiten in der Rockhgasse in der Wiener Innenstadt regelmäßig Diskussionsveranstaltungen organisiert. Den Räumlichkeiten ist das Café Hebenstreit angeschlossen, welches bewusst nach dem 1795 hingerichteten Wiener Demokraten Franz Hebenstreit benannt wurde. Der Republikanische Club thematisiert bei diesen öffentlichen Veranstaltungen Rechtspopulismus und Rechtsextremismus, die Missstände bei den Asylgesetzen und im Bildungsbereich, sowie Sexismus und alltägliche Diskriminierung von Frauen, wie zum Beispiel im Juni 2011 mit Frauenministerin Gabriele Heinisch-Hosek. Sozial-ökonomische Fragestellungen sind ebenso Thema. Es gibt aber auch literarische Abende, Gastveranstaltungen von befreundeten Organisationen aus der Zivilgesellschaft. So fand 1995 das Internationale Menschenrechts-Tribunal 50 Jahr Zweite Republik, 50 Jahre Unterdrückung und Verfolgung von Lesben und Schwulen - geleitet von Freda Meissner-Blau und Gerhard Oberschlick - in den Räumen des Republikanischen Clubs statt. Hauptveranstalter waren das Österreichische Lesben- und Schwulenforum und die HOSI Wien.
Neben den Veranstaltungen wird, wenn es politisch notwendig scheint, auch öffentlich Stellung genommen. So geschehen im Sommer 2011 zum Begräbnis von Otto Habsburg, wobei die Anwesenheit der höchsten Repräsentanten der Republik sowie die Abordnungen des Bundesheeres bei diesem kritisiert wurde.
Im Jahr 2013 beteiligt sich der Republikanische Club - Neues Österreich an den Gegenaktivitäten zum alljährlichen Al-Quds-Tag in Wien. Das aktuelle Programm kann auf der Homepage www.repclub.at nachgelesen werden.

## Auszeichnungen
- 2021: Leon-Zelman-Preis[8][9]